# Laguna Sacabaya
Laguna Sacabaya är en sjö i Bolivia.   Den ligger i departementet Oruro, i den västra delen av landet, 400 km väster om huvudstaden Sucre. Laguna Sacabaya ligger 3 945 meter över havet.
Omgivningarna runt Laguna Sacabaya är i huvudsak ett öppet busklandskap. Trakten runt Laguna Sacabaya är nära nog obefolkad, med mindre än två invånare per kvadratkilometer.